# 白昼夢
白昼夢（はくちゅうむ）は、日中、目覚めている状態で、現実で起きているかのような空想や想像を夢のように映像として見る非現実的な体験、または、そのような非現実的な幻想にふけっている状態を表す言葉。願望を空想する例が多い。白日夢（はくじつむ）とも呼ばれ、英語では、デイドリーム（英語：daydream）と呼ばれる。
映画や小説、歌などの題名として、多くの作品で使用されている。
フラッシュバックと混同される場合があるが、白昼夢は実際には起こっていない空想や妄想であるのに対して、フラッシュバックは過去に体験した出来事を思い出す点で異なる。

## 「白昼夢」と題された作品
- 白昼夢 (江戸川乱歩) - 江戸川乱歩の1925年の小説。
- 白昼夢 - 野沢享司の1972年のアルバム。
- 白昼夢 - 佐井好子の1977年のアルバム『胎児の夢』収録曲。
- 白昼夢 - 真木ひでとが『あなたのメロディー』（NHK 1977年12月4日放送）内で歌唱した曲（詞・曲大泉静夫/編曲若松正司）。
- 白昼夢 - 松田優作の1980年のシングル曲。同年のアルバム『TOUCH』に収録。
- 白昼夢 - 高橋幸宏の1992年のサウンドトラック・アルバム『うみ・そら・さんごのいいつたえ』収録曲。
- 白昼夢 - フェイ・ウォンの1994年のアルバム『夢遊』収録曲。
- 白昼夢〜reality under the sun〜 - Laputaの1998年のアルバム『麝〜ジャコウ〜香』 収録曲。
- 白昼夢 - 大木彩乃の2000年のシングル曲。同年のアルバム『屋上遊園地』に収録。
- 白昼夢 - KAB.の2001年のアルバム『散歩道』収録曲。
- 白昼夢 - 椎名純平の2001年のシングル曲。同年のアルバム『椎名純平』に収録。
- 白昼夢 - ストロベリーソングオーケストラの2006年のDVD。
- 白昼夢 - 知花くらら主演の2006年の短編映画。
- 白昼夢 - 島谷ひとみの2007年のシングル「Neva Eva」のカップリング曲。
- 白昼夢 - 宮野真守の2010年のアルバム『WONDER』収録曲。
- 白昼夢 - UVERworldの2011年のアルバム『LIFE 6 SENSE』収録曲。
- 白昼夢 - 池頼広の2011年のアルバム『相棒 Season 10 オリジナル・サウンドトラック』収録曲。
- 白昼夢 - パク・ギュリの曲。KARAの2012年のコンピレーション・アルバム『KARAコレクション』に収録。
- 白昼夢 - Aimerの2014年のEP『誰か、海を。 EP』収録曲。
- はくちゅーむ - BPM15Qの2016年のアルバム『all songs』収録曲。
- 白昼夢 - GLIM SPANKYの2017年のアルバム『BIZARRE CARNIVAL』収録曲。
- 白昼夢 (テレビ番組) - フジテレビで2019年3月まで放送されたバラエティ番組。
- 白昼夢 - 上田麗奈の2021年のアルバム『Nebula』収録曲。

## 「白日夢」と題された作品
- 白日夢 (谷崎潤一郎) - 谷崎潤一郎の1926年の戯曲と、同作に基づく映画（1964年、1981年、1987年、2009年）。
- 白日夢 (アルバム) - 畑中葉子の1981年のアルバム。
- 白日夢 - 植木等の1971年のアルバム『女の世界』収録曲。
- 白日夢・DAY DREAM - 松任谷由実の1980年のシングル曲。
- 白日夢 - 椿の2003年のシングル曲。2004年のアルバム『CAMELLIA』に収録。
- 白日夢 - 裏窓の2013年のアルバム『なしくずし』収録曲。
- 僕だけの白日夢 - HKT48 TeamKIVの2017年の楽曲。9thシングル『バグっていいじゃん』カップリング曲。（秋元康・作詞 川浦正大・作曲）